# Forum Młodych Polaków na Ukrainie
Forum Młodych Polaków na Ukrainie - doroczne wydarzenie organizowane od 2015 roku przez Centrum Kultury Polskiej i Dialogu Europejskiego w Iwano-Frankiwsku i odbywające w różnych miastach Ukrainy.
Celem Forum jest integracja i aktywizacja działalności młodego pokolenia polskiej mniejszości narodowej. Spotkania służą jako platforma dyskusji, podnoszenia kwalifikacji, wymiany doświadczeń i kreowaniu nowych liderów środowiska polskiego. Wydarzenie odbywa się we współpracy i wsparciu Stowarzyszenia „Wspólnota Polska”.